# Super Bowl XLII
Der Super Bowl XLII war der 42. Super Bowl, das Endspiel der Saison 2007 der National Football League (NFL) im American Football. Nach der Regular Season standen sich der Meister der National Football Conference (NFC), die New York Giants, und der Meister der American Football Conference (AFC), die New England Patriots, am 3. Februar 2008 im University of Phoenix Stadium (Glendale, Arizona) gegenüber.
Die New England Patriots hatten die Chance, das zweite Team in der NFL-Geschichte zu sein, das nach den Miami Dolphins (Saison 1972 und Super Bowl VII) eine Perfect Season spielt.
Die Patriots gingen als Favoriten mit einer Einstufung  von zwölf Punkten ins Rennen, verloren den Super Bowl aber trotzdem mit 14:17. Zum Super Bowl MVP wurde der Quarterback der Giants, Eli Manning, gewählt.

## Vorgeschichte
Siehe auch Hauptartikel: National Football League 2007

### New England Patriots
Die Patriots erlebten eine Saison der Superlative. Das Team von Coach Bill Belichick gewann alle 16 Saisonspiele und stellte mehrere NFL-Rekorde auf: meisten Punkte (589), meisten Touchdowns (75) und beste Punktedifferenz (+315). Herz des Teams war Quarterback Tom Brady, der mit Karrierebestwerten von 4.806 Yards Raumgewinn und 50 geworfenen Touchdowns den NFL Most Valuable Player Award gewann. Unterstützt wurde er von einem Duo starker Wide Receiver, Randy Moss (98 gefangene Pässe, 23 gefangene Touchdowns (NFL-Rekord)) sowie Neuzugang Wes Welker, der 112 Würfe fing (Saison-Bestwert), die beide in den Pro Bowl gewählt wurden. Mit Reserve-Wide-Receiver Donté Stallworth sowie Tight End Benjamin Watson hatten sie zuverlässige Dritt- und Viertoptionen. Im Laufspiel erzielten die Runningbacks Laurence Maroney, Sammy Morris und Kevin Faulk zehn Touchdowns. Beschützt wurde das Wurf- und Laufspiel von einer starken Offensive Line mit drei Pro-Bowlern (Guard Logan Mankins, Tackle Matt Light, Center Dan Koppen). In der Defensive schafften es Nose Tackle Vince Wilfork und Linebacker Mike Vrabel in den Pro Bowl, ergänzt wurden sie durch ein routiniertes Linebacker-Corps mit Adalius Thomas, Junior Seau und Tedy Bruschi. Bei den Defensive Backs ragten Pro-Bowl-Cornerback Asante Samuel mit sechs Interceptions heraus, und Safety Rodney Harrison. In den Play-offs wurden erst die Jacksonville Jaguars mit 31:20 und dann die San Diego Chargers mit 21:12 besiegt.
Abschlussstand nach der Regular Season:
| AFC East             | AFC East | AFC East | AFC East | AFC East | AFC East | AFC East | AFC East |
|                      | W        | L        | T        | PCT      | PF       | PA       | STK      |
| -------------------- | -------- | -------- | -------- | -------- | -------- | -------- | -------- |
| New England Patriots | 16       | 0        | 0        | 1,000    | 589      | 274      | W-16     |
| Buffalo Bills        | 7        | 9        | 0        | 0,438    | 252      | 354      | L-3      |
| New York Jets        | 4        | 12       | 0        | 0,250    | 268      | 355      | W-1      |
| Miami Dolphins       | 1        | 15       | 0        | 0,063    | 267      | 437      | L-2      |

### New York Giants
Die New York Giants von Coach Tom Coughlin gewannen zwar zehn Saisonspiele, wurden aber in ihrer Division nur Zweiter hinter den Dallas Cowboys. Das Team litt unter dem Weggang des langjährigen Runningbacks Tiki Barber und unter dem inkonstanten Spiel seines Quarterbacks Eli Manning, zudem fielen Tight End Jeremy Shockey und längere Zeit Defensive End Mathias Kiwanuka aus. Die Offense um Manning, den Wide Receivern Plaxico Burress und Amani Toomer sowie Runningback Brandon Jacobs galt als unspektakulär (373 Punkte, Platz 14). Die Defense um den einzigen Pro-Bowler (Defensive End Osi Umenyiora), den anderen Defensive Ends Michael Strahan und Justin Tuck war ähnlich mäßig (351 Gegnerpunkte, Platz 17), war aber für ihre beachtliche Zahl an Quarterback Sacks bekannt: insgesamt rissen sie 53-mal den gegnerischen Quarterback um (Platz 1). In den Play-offs mussten sie als das am tiefsten gesetzte Team immer Auswärtsspiele bestreiten, trotzdem wurden nacheinander die Tampa Bay Buccaneers (24:14), die Dallas Cowboys (20:17) und die Green Bay Packers (23:20) besiegt.
Um die mit Pro-Bowlern gespickte Offensive Line der Patriots zu knacken, hinter der Patriots-Quarterback Tom Brady häufig viel Zeit zum Werfen bekam, tüftelten die Giants eine auf Schnelligkeit fokussierte Defensive-Line-Strategie aus, die „NASCAR“ getauft wurde. Entgegen der gewöhnlichen Formation mit zwei körperlich starken Defensive Tackles zentral und zwei agilen Defensive Ends außen stellten sie oft drei oder alle vier Defensive Ends auf (Kiwanuka, Strahan, Tuck und Umenyiora). In der Theorie sollten sie die Offensive Line von New England mit ihrer Schnelligkeit überwältigen, und zu Quarterback Sacks gegen Brady kommen. Hierfür wurde eine körperliche Unterlegenheit in Kauf genommen.
Abschlussstand nach der regulären Season:
| NFC East            | NFC East | NFC East | NFC East | NFC East | NFC East | NFC East | NFC East |
|                     | W        | L        | T        | PCT      | PF       | PA       | STK      |
| ------------------- | -------- | -------- | -------- | -------- | -------- | -------- | -------- |
| Dallas Cowboys      | 13       | 3        | 0        | 0,813    | 455      | 325      | L-1      |
| New York Giants     | 10       | 6        | 0        | 0,625    | 373      | 351      | L-1      |
| Washington Redskins | 9        | 7        | 0        | 0,563    | 334      | 310      | W-4      |
| Philadelphia Eagles | 8        | 8        | 0        | 0,500    | 336      | 300      | W-3      |

### Play-offs
|  | Wild Card Round                   | Wild Card Round         | Wild Card Round         |                            |                 | Divisional Round              | Divisional Round                           | Divisional Round                           |                                            |  | Conference Championships | Conference Championships | Conference Championships |  |  | Super Bowl | Super Bowl | Super Bowl |
|  |                                   |                         |                         |                            |                 |                               |                                            |                                            |                                            |  |                          |                          |                          |  |  |            |            |            |
|  | 5. Januar – Heinz Field           | 5. Januar – Heinz Field | 5. Januar – Heinz Field |                            |                 | 12. Januar – Gillette Stadium | 12. Januar – Gillette Stadium              | 12. Januar – Gillette Stadium              |                                            |  |                          |                          |                          |  |  |            |            |            |
|  | 5. Januar – Heinz Field           | 5. Januar – Heinz Field | 5. Januar – Heinz Field | 1                          | New England     | 31                            |                                            |                                            |                                            |  |                          |                          |                          |  |  |            |            |            |
|  | 4                                 | Pittsburgh              | 27                      | 1                          | New England     | 31                            | 20. Januar – Gillette Stadium              | 20. Januar – Gillette Stadium              | 20. Januar – Gillette Stadium              |  |                          |                          |                          |  |  |            |            |            |
|  | 4                                 | Pittsburgh              | 27                      | 5                          | Jacksonville    | 20                            | 20. Januar – Gillette Stadium              | 20. Januar – Gillette Stadium              | 20. Januar – Gillette Stadium              |  |                          |                          |                          |  |  |            |            |            |
|  | 5                                 | Jacksonville            | 31                      | 5                          | Jacksonville    | 20                            | 20. Januar – Gillette Stadium              | 20. Januar – Gillette Stadium              | 20. Januar – Gillette Stadium              |  |                          |                          |                          |  |  |            |            |            |
|  | 5                                 | Jacksonville            | 31                      | 13. Januar – RCA Dome      |                 |                               | 20. Januar – Gillette Stadium              | 20. Januar – Gillette Stadium              | 20. Januar – Gillette Stadium              |  |                          |                          |                          |  |  |            |            |            |
|  |                                   |                         |                         | 1                          | New England     | 21                            |                                            |                                            |                                            |  |                          |                          |                          |  |  |            |            |            |
|  | AFC                               |                         |                         | 1                          | New England     | 21                            |                                            |                                            |                                            |  |                          |                          |                          |  |  |            |            |            |
|  |                                   | 3                       | San Diego               | 12                         |                 |                               |                                            |                                            |                                            |  |                          |                          |                          |  |  |            |            |            |
|  | 6. Januar – Qualcomm Stadium      | 3                       | San Diego               | 12                         |                 |                               |                                            |                                            |                                            |  |                          |                          |                          |  |  |            |            |            |
|  | AFC Championship                  |                         |                         |                            |                 |                               |                                            |                                            |                                            |  |                          |                          |                          |  |  |            |            |            |
|  | 2                                 | Indianapolis            | 24                      |                            |                 |                               |                                            |                                            |                                            |  |                          |                          |                          |  |  |            |            |            |
|  | 2                                 | Indianapolis            | 24                      | 3                          | San Diego       | 17                            | 3. Februar – University of Phoenix Stadium | 3. Februar – University of Phoenix Stadium | 3. Februar – University of Phoenix Stadium |  |                          |                          |                          |  |  |            |            |            |
|  | 3                                 | San Diego               | 28                      | 3                          | San Diego       | 17                            | 3. Februar – University of Phoenix Stadium | 3. Februar – University of Phoenix Stadium | 3. Februar – University of Phoenix Stadium |  |                          |                          |                          |  |  |            |            |            |
|  | 3                                 | San Diego               | 28                      | 6                          | Tennessee       | 6                             | 3. Februar – University of Phoenix Stadium | 3. Februar – University of Phoenix Stadium | 3. Februar – University of Phoenix Stadium |  |                          |                          |                          |  |  |            |            |            |
|  | 12. Januar – Lambeau Field        |                         |                         | 6                          | Tennessee       | 6                             | 3. Februar – University of Phoenix Stadium | 3. Februar – University of Phoenix Stadium | 3. Februar – University of Phoenix Stadium |  |                          |                          |                          |  |  |            |            |            |
|  | 5. Januar – Qwest Field           | 5. Januar – Qwest Field | 5. Januar – Qwest Field | A1                         | New England     | 14                            |                                            |                                            |                                            |  |                          |                          |                          |  |  |            |            |            |
|  | 5. Januar – Qwest Field           | 5. Januar – Qwest Field | 5. Januar – Qwest Field | A1                         | New England     | 14                            |                                            |                                            |                                            |  |                          |                          |                          |  |  |            |            |            |
|  | 5. Januar – Qwest Field           | 5. Januar – Qwest Field | 5. Januar – Qwest Field |                            | N5              | New York Giants               | 17                                         |                                            |                                            |  |                          |                          |                          |  |  |            |            |            |
|  | 5. Januar – Qwest Field           | 5. Januar – Qwest Field | 5. Januar – Qwest Field |                            | N5              | New York Giants               | 17                                         |                                            |                                            |  |                          |                          |                          |  |  |            |            |            |
|  | 5. Januar – Qwest Field           | 5. Januar – Qwest Field | 5. Januar – Qwest Field | Super Bowl XLII            |                 |                               |                                            |                                            |                                            |  |                          |                          |                          |  |  |            |            |            |
|  | 5. Januar – Qwest Field           | 5. Januar – Qwest Field | 5. Januar – Qwest Field | 2                          | Green Bay       | 42                            |                                            |                                            |                                            |  |                          |                          |                          |  |  |            |            |            |
|  | 3                                 | Seattle                 | 35                      | 2                          | Green Bay       | 42                            | 20. Januar – Lambeau Field                 | 20. Januar – Lambeau Field                 | 20. Januar – Lambeau Field                 |  |                          |                          |                          |  |  |            |            |            |
|  | 3                                 | Seattle                 | 35                      | 3                          | Seattle         | 20                            | 20. Januar – Lambeau Field                 | 20. Januar – Lambeau Field                 | 20. Januar – Lambeau Field                 |  |                          |                          |                          |  |  |            |            |            |
|  | 6                                 | Washington              | 14                      | 3                          | Seattle         | 20                            | 20. Januar – Lambeau Field                 | 20. Januar – Lambeau Field                 | 20. Januar – Lambeau Field                 |  |                          |                          |                          |  |  |            |            |            |
|  | 6                                 | Washington              | 14                      | 13. Januar – Texas Stadium |                 |                               | 20. Januar – Lambeau Field                 | 20. Januar – Lambeau Field                 | 20. Januar – Lambeau Field                 |  |                          |                          |                          |  |  |            |            |            |
|  |                                   |                         |                         | 2                          | Green Bay       | 20                            |                                            |                                            |                                            |  |                          |                          |                          |  |  |            |            |            |
|  | NFC                               |                         |                         | 2                          | Green Bay       | 20                            |                                            |                                            |                                            |  |                          |                          |                          |  |  |            |            |            |
|  |                                   | 5                       | New York Giants         | 23 1                       |                 |                               |                                            |                                            |                                            |  |                          |                          |                          |  |  |            |            |            |
|  | 6. Januar – Raymond James Stadium | 5                       | New York Giants         | 23 1                       |                 |                               |                                            |                                            |                                            |  |                          |                          |                          |  |  |            |            |            |
|  | NFC Championship                  |                         |                         |                            |                 |                               |                                            |                                            |                                            |  |                          |                          |                          |  |  |            |            |            |
|  | 1                                 | Dallas                  | 17                      |                            |                 |                               |                                            |                                            |                                            |  |                          |                          |                          |  |  |            |            |            |
|  | 1                                 | Dallas                  | 17                      | 4                          | Tampa Bay       | 14                            |                                            |                                            |                                            |  |                          |                          |                          |  |  |            |            |            |
|  | 5                                 | New York Giants         | 21                      | 4                          | Tampa Bay       | 14                            |                                            |                                            |                                            |  |                          |                          |                          |  |  |            |            |            |
|  | 5                                 | New York Giants         | 21                      | 5                          | New York Giants | 24                            |                                            |                                            |                                            |  |                          |                          |                          |  |  |            |            |            |
|  |                                   |                         |                         | 5                          | New York Giants | 24                            |                                            |                                            |                                            |  |                          |                          |                          |  |  |            |            |            |

- 1 nach Verlängerung
- Die Mannschaft mit der niedrigeren Setznummer hat Heimrecht und wird hier als erste genannt, im Gegensatz zur Praxis in den USA, wo die Gastmannschaft zuerst genannt wird.

### Super Bowl Vorspiel
Während der letzten Woche der Regular Season spielten die Patriots bereits gegen die Giants. Die Patriots gewannen das Spiel 38:35 und setzten somit ihre Siegesserie fort.

## Spiel

### Startaufstellung
| N.Y. Giants       | Position | New England         |
| ----------------- | -------- | ------------------- |
| OFFENSE           |          |                     |
| Plaxico Burress   | WR       | Wes Welker          |
| David Diehl       | LT       | Matt Light          |
| Rich Seubert      | LG       | Logan Mankins       |
| Shaun O’Hara      | C        | Dan Koppen          |
| Chris Snee        | RG       | Stephen Neal        |
| Kareem McKenzie   | RT       | Nick Kaczur         |
| Kevin Boss        | TE       | Benjamin Watson     |
| Amani Toomer      | WR       | Randy Moss!         |
| Eli Manning       | QB       | Tom Brady           |
| Brandon Jacobs    | RB       | Laurence Maroney    |
| Madison Hedgecock | FB       | Heath Evans         |
| DEFENSE           |          |                     |
| Michael Strahan!  | LE       | Ty Warren           |
| Barry Cofield     | LDT/NT   | Vince Wilfork       |
| Fred Robbins      | RDT/RE   | Richard Seymour     |
| Osi Umenyiora     | RE/LOLB  | Mike Vrabel         |
| Reggie Torbor     | LOLB/MLB | Tedy Bruschi        |
| Antonio Pierce    | MLB/ROLB | Adalius Thomas      |
| Kawika Mitchell   | ROLB/DB  | Brandon Meriweather |
| Aaron Ross        | LCB      | Asante Samuel       |
| Corey Webster     | RCB      | Ellis Hobbs         |
| James Butler      | SS       | Rodney Harrison     |
| Gibril Wilson     | FS       | James Sanders       |

Legende:
| ! | = spätere Hall of Famer |

## Spielbericht
Die Giants fingen mit der längsten Angriffsserie der Super-Bowl-Geschichte an (9:59 Minuten) und gingen durch Kicker Lawrence Tynes per Field Goal in Führung (NYG 3: NE 0). Im Gegenzug führte der Runningback der Patriots, Lawrence Maroney, mit zwei Big Plays und sein Quarterback Tom Brady mit drei gelungenen Würfen New England an die 1-Yard-Linie der Giants, worauf Maroney zum Touchdown in die Endzone lief (Extrapunkt-Kick von Stephen Gostkowski erfolgreich, NE 7: NYG 3). Obwohl erst zwei Drives gespielt waren, waren bereits 15:03 Minuten verstrichen. In der Folgezeit neutralisierten sich beide Teams gegenseitig, und mit 7:3 ging es in die Halbzeitpause.
Im dritten Viertel kam New England bis an die 32-Yards-Linie der Giants. Aber anstelle im 4. Down und 13 Yards ein 49-Yards-Field Goal zu versuchen oder die Giants mit einem gezielten Punt an deren Endzone festzunageln, entschied sich Patriots-Coach Bill Belichick, dass Quarterback Tom Brady mit einem Wurf die 13 fehlenden Yards erzielen sollte. Ein Grund war, dass Kicker Gostkowski zu jenem Zeitpunkt erst einmal in seiner Karriere aus dieser Distanz getroffen hatte. Als Bradys Wurf daneben ging, bekam New York den Football als Turnover on Downs zurück. Im vierten Viertel gelang dem Quarterback der Giants, Eli Manning, ein Pass zu Tight End Kevin Boss (45 Yards), und wenig später warf Manning aus fünf Yards seinen ersten Touchdown auf Wide Receiver David Tyree (Extrapunkt Tynes erfolgreich, NYG 10: NE 7). Im Gegenzug schlug der Quarterback der Patriots, Tom Brady, mit mehreren gelungenen Würfen auf Wide Receiver Wes Welker zurück, und wenig später fing der andere Wide Receiver, Randy Moss, einen 6-Yards-Pass zur erneuten Führung (Extrapunkt Gostkowski erfolgreich, NE 14: NYG 10). Mit 2:39 Minuten Restzeit starteten die Giants an ihrer eigenen 17-Yards-Linie. Quarterback Manning führte einen Drive an, den die Giants mit Glück und Geschick am Leben hielten: einmal verhinderte Giants-Runningback Brandon Jacobs im vierten Down und einem Yard („4th-and-1“) mit einem 2-Yards-Lauf einen erzwungenen Ballverlust („Turnover on Downs“), der das Spiel entschieden hätte, wenig später dann glitt Patriots-Cornerback Asante Samuel eine ebenfalls potentiell spielentscheidende Interception durch die Finger. Im Mittelfeld wurde Manning daraufhin fast von Patriots-Defensive-Lineman Richard Seymour gesackt, riss sich aber los und warf einen langen Pass auf David Tyree. Im Hechtsprung gelang es Tyree, den Football an seinen Helm zu pressen, so dass der Pass als „gefangen“ zählte, und wenig später vollendete Manning einen 13-Yards-Pass auf Wide Receiver Plaxico Burress (Extrapunkt Tynes erfolgreich, NYG 17: NE 14). Mit noch 29 Sekunden Restzeit versuchte Brady mehrere lange Pässe (Hail Mary) auf Randy Moss, die aber allesamt nicht gefangen wurden.
Eli Manning wurde zum Super Bowl MVP gewählt. Die Giants, die als krasser Außenseiter ins Spiel gegangen waren, gewannen zum dritten Mal in der Vereinsgeschichte den Super Bowl. Die während der gesamten Regular Saison unbesiegten Patriots verpassten die zweite perfekte Saison eines NFL-Teams seit den Miami Dolphins (1972). Dies entsprach aber durchaus dem Spielverlauf: die Giants erzielten mehr Raumgewinn (338 Yards – 274 Yards) und hatten länger Ballbesitz (30:29 Minuten – 29:33 Minuten). Der vor dem Super Bowl eher unscheinbar eingeschätzte Eli Manning erzielte fast soviel Raumgewinn wie sein zum Saison-MVP gewählter Gegenpart Tom Brady (255 – 266). Auffällig war, dass die Giants die historisch starke Offense New Englands (589 Punkte, 75 Touchdowns, +315 Punktdifferenz: alles neue NFL-Rekorde) fast völlig ausschalteten: die 14 Patriots-Punkte bedeuten Saison-Tiefpunkt, das Patriots-Laufspiel erzielte nur 45 Yards Raumgewinn im ganzen Spiel, und die Giants konnten – auch aufgrund ihrer „NASCAR“-Defensive-Line-Taktik – Brady insgesamt fünfmal sacken.

## Statistik
- 1st Quarter
  - NYG – Lawrence Tynes 32-Yard-Field-Goal, 5:01. Giants 3-0. Drive: 16 Spielzüge, 63 Yards, 9:59 Minuten
- 2nd Quarter
  - NE – Laurence Maroney 1-Yard-Lauf (Kick Stephen Gostkowski), 14:57. Patriots 7-3. Drive: 12 Spielzüge, 56 Yards, 5:04 Minuten
- 3rd Quarter
  - Kein Punktgewinn.
- 4th Quarter
  - NYG – David Tyree 5-Yard-Pass von Eli Manning (Kick Lawrence Tynes), 11:05. Giants 10-7 Drive: 6 Spielzüge, 80 Yards, 3:47 Minuten
  - NE – Randy Moss 6-Yard-Pass von Tom Brady (Kick Stephen Gostkowski), 2:42. Patriots 14-10 Drive: 12 Spielzüge, 80 Yards, 5:15 Minuten
  - NYG – Plaxico Burress 13-Yard-Pass von Eli Manning (Kick Lawrence Tynes), 0:35. Giants 17-14 Drive: 12 Spielzüge, 83 Yards, 2:10 Minuten[8]

## Fernsehausstrahlung

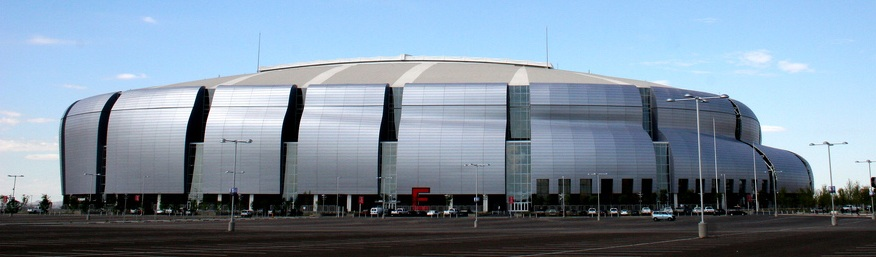
Das University of Phoenix Stadium

### In den USA
In den USA wurde das Spiel von FOX übertragen. Zu sehen war das Spiel dort in 720p HDTV. Kommentiert wurde das Spiel von Joe Buck und Troy Aikman. Die Übertragung mit Vorberichterstattung hat neun Stunden gedauert.
Die Partie war die meistgesehene aller bis dahin gezeigten Super Bowls.
Da der Super Bowl das beste Lead-in-Programm für ein Fernsehereignis überhaupt ist, erzielte die Serie Dr. House im Anschluss an das Spiel ebenfalls ihre bisher beste Zuschauerresonanz.

### Im deutschsprachigen Raum

#### Free-TV

##### Deutschland
Im deutschen Free-TV hat Das Erste das Spiel ab 0:10 Uhr übertragen. Die Ausstrahlung endete um 4.30 MEZ (Zweikanalton stereo).

##### Österreich
In Österreich hat der ORF das Spiel live übertragen, die Vorberichterstattung begann um 23:40 Uhr (Zweikanalton dt./en.).

#### Pay-TV
Der Sender NASN übertrug mit englischem Kommentar ab Mitternacht.

### Im Internet
KTVK hat Spielberichte vorher und nachher weltweit im Internet übertragen.

## Werbung
Während des Spiels zeigte FOX 63 Werbespots, insgesamt wurden mit Werbung 260 Millionen US-Dollar eingenommen. Ein 30-sekündiger Werbespot kostete ungefähr 2,7 Millionen Dollar. Viele Werbespots wurden speziell für den Super Bowl gedreht. Nach dem Spiel wurden die Spots online auf MySpace und der offiziellen Seite der NFL zugänglich gemacht.